# 珀爾瓦 (市鎮)
珀爾瓦，是爱沙尼亚珀爾瓦縣的一个乡村型市镇。行政中心为珀爾瓦。市镇面积为706平方公里，2021年时人口数量为13,663人。

## 行政管理
2017年爱沙尼亚行政改革后，原珀尔瓦市镇、阿希亞市镇、拉海達市镇、莫斯泰市镇和瓦斯采庫斯泰市镇合并成新的珀尔瓦市镇。
新的珀尔瓦市镇包括非独立市珀尔瓦、3个小镇和70个村庄。